# Lois Bourne
Lois Bourne (10 de abril de 1928 - 22 de diciembre de 2017), quien también se hizo llamar Tanith, fue una figura influyente en la religión neopagana Wicca, habiendo estado involucrada en ella desde principios de la década de 1960. 
Escribió varios libros sobre el tema. Originalmente iniciada en la Wicca gardneriana por Gerald Gardner, ascendió hasta convertirse en la suma sacerdotisa del aquelarre de Bricket Wood, el primer aquelarre de Wicca iniciado por Gerald Gardner, con sede en Bricket Wood en Hertfordshire, trabajando junto al sumo sacerdote Jack Bracelin.
Kirkus Reviews describió su libro Witch Amongst Us - The Autobiography of a Witch como "...escrito con cordura y, en muchos sentidos, una historia convincente de su vida como bruja". Lois Bourne murió a la edad de 89 años en Watford, Inglaterra, la noche del viernes 22 de diciembre de 2017.